# Кучинская, Екатерина Анатольевна
Екатерина Анатольевна Кучинская (25 января 1986) — белорусская футболистка, защитница, игрок в мини-футбол и пляжный футбол.

## Биография
В 2007—2008 годах выступала в высшей лиге России за «СКА-Ростов-на-Дону». Бронзовый призёр чемпионата России 2008 года.
Затем играла в чемпионате Белоруссии за «Бобруйчанку», стала чемпионкой страны 2010 и 2011 годов, обладательницей Суперкубка Белоруссии 2011 года. Участвовала в матчах Лиги чемпионов. В начале 2012 года была на просмотре в российской «Дончанке». Сезон 2012 года провела в клубе «Университет» (Витебск), затем вернулась в «Бобруйчанку», с которой стала вице-чемпионкой и финалисткой Кубка Белоруссии 2013 года.
В 2014 году выступала в России за клуб «Триумф» (Брянск/Фокино). Участница финального турнира чемпионата России по пляжному футболу (5 матчей, 2 гола) и первой лиги по мини-футболу, была признана лучшим защитником команды.
С 2015 года снова играла за «Бобруйчанку», однако клуб более не добивался успехов в большом футболе.
В конце 2010-х годов играла за сборную Белоруссии по пляжному футболу.